# Шаноа (Горња Марна)
Шаноа (фр. Chanoy) насеље је и општина у североисточној Француској у региону Шампањ-Арден, у департману Горња Марна која припада префектури Лангр.
По подацима из 2011. године у општини је живело 149 становника, а густина насељености је износила 70,95 становника/km². Општина се простире на површини од 2,1 km². Налази се на средњој надморској висини од 334 метара.

## Демографија
| 1962. | 1968. | 1975. | 1982. | 1990. | 1999. | 2011. |
| ----- | ----- | ----- | ----- | ----- | ----- | ----- |
| 80    | 84    | 153   | 152   | 147   | 107   | 149   |

График промене броја становника у току последњих година